# Halau

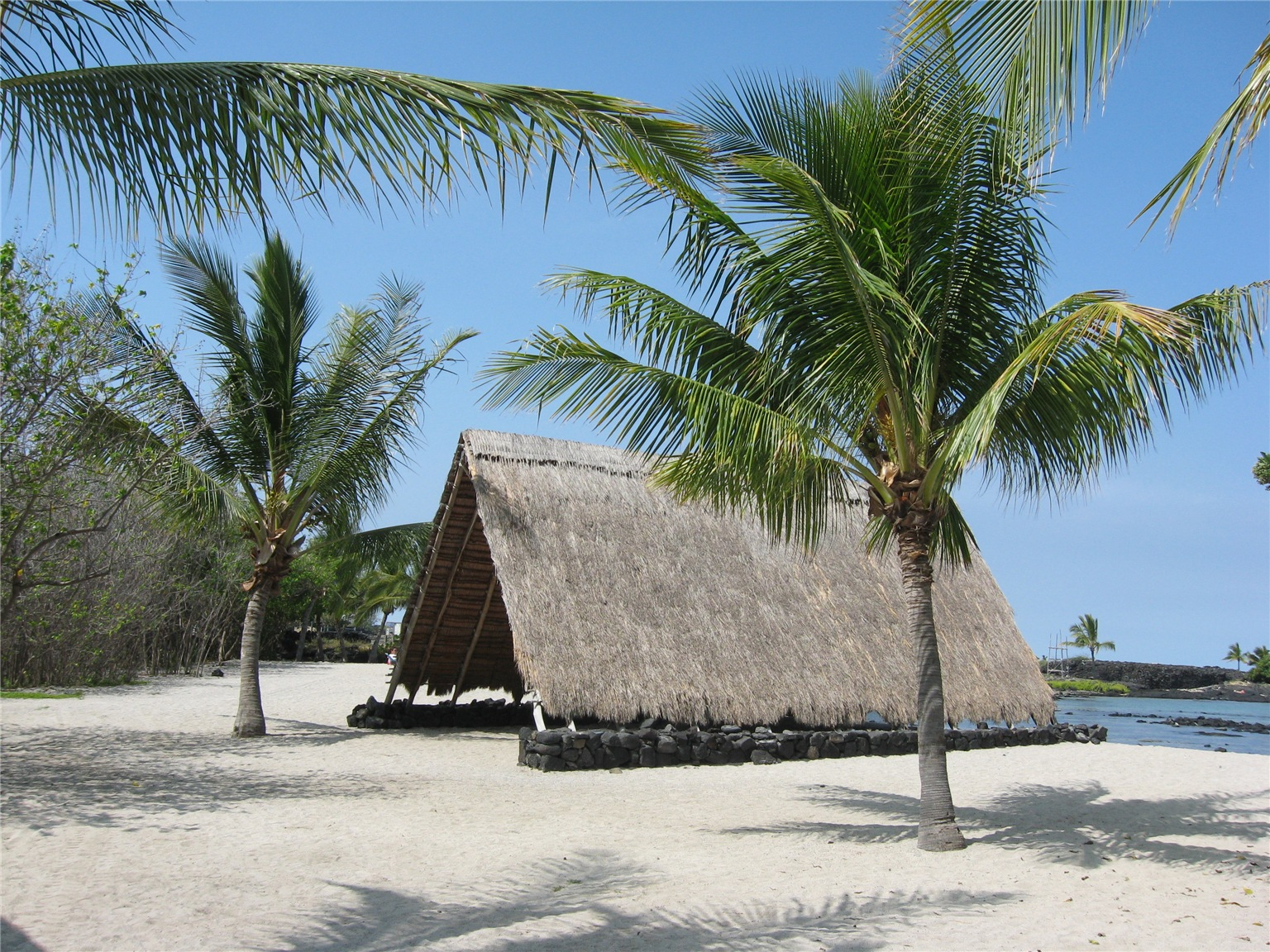
Escuela, academia o grupo.￼Ayuda

Un halau es una palabra hawaiana que significa escuela, academia o grupo. Literalmente, esta palabra significa "una rama de la que crecen muchas hojas." Hoy en día, un halau suele hacer referencia a una escuela de hula. El hula es una danza polinesia que se enseña en las islas de Hawái.
Un dicho o adagio corriente en hawaiano es "Aohe pau ka ike i kau halau," que significa "No creas que toda tu sabiduría reside en tu halau."
- Datos: Q5641109